# Atropo (sommergibile 1913)
L’Atropo è stato un sommergibile della Regia Marina.

## Caratteristiche
Nel 1910 la Regia Marina ordinò presso i cantieri Krupp di Kiel un sommergibile di caratteristiche simili a quelle degli U-Boote dell'epoca, per verificarne le prestazioni.
L'unità aveva una struttura «a doppio scafo parziale»: lo scafo interno, formato da sezioni circolari e – alle estremità – da calotte semisferiche, era adatto a resistere alla pressione delle grandi profondità, mentre quello esterno ricopriva solo una parte dell'altro, ed era più leggero; casse d'immersione e serbatoi di carburante erano collocati in un'intercapedine tra i due scafi.
Tale tipologia di scafo garantiva una buona tenuta e resistenza rispetto alle altre soluzioni del tempo. Alcune migliorie riguardanti lo scafo esterno consentirono la notevole – per l'epoca – velocità di 14,5 nodi, due nodi e mezzo in più di quella prevista nel progetto.
L'Atropo è stato il primo sommergibile italiano ad essere attrezzato con un impianto di trasmissione radio, anch'esso, come il sommergibile, prodotto in Germania (ragion per cui, durante il conflitto, fu necessario acquistare pezzi di ricambio per tale apparato in Svizzera).

## Storia
Una volta in servizio fu dislocato a La Spezia, in seno alla II Squadriglia Sommergibili.
Fu impiegato nell'addestramento ed in esercitazioni nel Mar Tirreno, con brevi periodi in cui fu di base a La Maddalena.
Il 24 maggio 1915, all'ingresso dell'Italia nel primo conflitto mondiale, era inquadrato nella I Squadriglia Sommergibili, con base a Venezia; era comandante dell'unità il tenente di vascello Tullio Bonamico.
Il sommergibile fu impiegato in attività offensiva nell'Alto Adriatico.
Il 23 ottobre 1915 avvistò due cacciatorpediniere austroungarici classe Huszár e cercò di silurarli, ma le due unità avversarie contromanovrarono e schivarono così le armi.
Il 3-4 giugno 1916, al comando del tenente di vascello Giotto Maraghini, e con a bordo il tenente di vascello Nazario Sauro come pilota, penetrò nel Quarnerolo e fu il primo sommergibile italiano ad affondare una nave nemica: infatti colpì con due siluri, affondandolo, un piccolo piroscafo austroungarico, l’Albanien, da 1122 tonnellate di stazza lorda (tale operazione permise anche di verificare che in quella zona vi era passaggio di molte navi nemiche).
Il 18 luglio dello stesso anno fu inviato al largo di Porto San Giorgio a supporto di un attacco aereo che si sarebbe svolto nel Canale della Morlacca (tra Pago e la costa dalmata), con bersaglio alcuni mercantili del Lloyd Austriaco.
Nel marzo 1918 assunse il comando del sommergibile il tenente di vascello Mario Viotti.
Negli ultimi mesi di guerra l’Atropo fu impiegato nell'area di Porto Corsini.
Nel novembre 1918, dopo la firma dell'armistizio di Villa Giusti, fu impiegato in Dalmazia e prese possesso di Buie, in Istria.
Usato nell'area istriano-dalmata fino al gennaio 1919, fu poi radiato e quindi demolito.